# لوئی دوفور
لوئی دوفور (انگلیسی: Louis Dufour; ۲۸ ژوئیهٔ ۱۹۰۱ – ۱ مهٔ ۱۹۶۰) بازیکن هاکی روی یخ اهل سوئیس بود.